# Salto en esquí en los Juegos Olímpicos de Oslo 1952
La competición de salto en esquí en los Juegos Olímpicos de Oslo 1952 se realizó en el trampolín de saltos Holmenkollbakken de Oslo el 24 de febrero de 1952.

## Medallistas
| Evento                                      | Oro                                     | Plata                                     | Bronce                               |
| ------------------------------------------- | --------------------------------------- | ----------------------------------------- | ------------------------------------ |
| Trampolín grande individual (24 de febrero) | Arnfinn Bergmann · Noruega · 226,0 pts. | Torbjørn Falkanger · Noruega · 221,5 pts. | Karl Holmström · Suecia · 219,5 pts. |

## Medallero
| Núm. | País    | Oro | Plata | Bronce | Total |
| ---- | ------- | --- | ----- | ------ | ----- |
| 1    | Noruega | 1   | 1     | 0      | 2     |
| 2    | Suecia  | 0   | 0     | 1      | 1     |
|      | TOTAL   | 1   | 1     | 1      | 3     |